# Портрет Якопо Стради
«Портрет Якопо Стради» (італ. Ritratto di Jacopo Strada) — картина венеціанського живописця Тіціана. Створена приблизно у 1566–1567 роках. Зберігається у колекції Музею історії мистецтв у Відні (інв. №GG 81).

## Опис
На полотні зображений молодий Якопо Страда (1507—1588), уродженець Мантуї і друг Тіціана. Страда був дуже різньосторонньою людиною: живописцем, філологом, колекціонером та вченим. Він служив радником з мистецтва у герцога Баварського Альбрехта V, потім жив при дворі Папи Римського, а з 1557 року перейшов на службу до Габсбургів. Був придворним антикваром Фердинанда I, Максиміліана II і Рудольфа II, для яких він купував картини, скульптури, книги та інші предмети.
Портрет був створений, ймовірно, тоді, коли антиквар приїздив по справам до Венеції. Картина походить з колекції ерцгерцога Леопольда Вільгельма (1614—1662) з 1659 року.
Художник вловлює привабливо живий погляд Стради і завдяки обстановці кабінету, де помітні фрагменти торса, статуетка (в якій вгадується римська копія Афродіти), велике драпірування одягу, книги зверху, вказує на широке коло його культурних інтересів. У своїх пізніх роботах Тіціан відмовиться від сонячних тонів, як на цьому полотні, і почне використовувати повітряний і менш компактний колір. У фігурі Якопо Стради відображається стиль художника останніх років життя, коли він буде використовувати драматичні мазки, аби розчинити зображення в атмосфері.